# Academic Work
Academic Work är ett bemannings- och rekryteringsföretag för främst studenter och akademiker även kallat young professionals. 
Bolaget bildades 1998 av Johan Skarborg, Jeremias Andersson och Patrik Smith (född Mellin) i Norrköping under namnet Amenta, som senare ändrades  till Academic Work. Till en början öppnade Academic Work mindre kontor runtomkring i Sverige, till exempel i Ronneby, Linköping och Uppsala. 2000 öppnades kontor i Stockholm och 2002 kontor i Malmö och Göteborg. Idag har Academic Work 17 kontor i Sverige. 
Academic Work öppnade kontor i Norge i början av 2007 och senare samma år även kontor i Finland. 2008 fortsatte Academic Work sin internationalisering med kontor i Danmark och Tyskland. 2015 startade Academic Work verksamhet i Schweiz som är den sjätte och senaste marknaden.
Academic Work har gått från att endast hyra ut högskolestudenter för deltidsuppdrag till att även arbeta med konsultuppdrag på heltid samt rekryteringar. Målgruppen är dock fortfarande primärt högskolestudenter och unga akademiker i början av karriären.